# Juan Corona (criminoso)

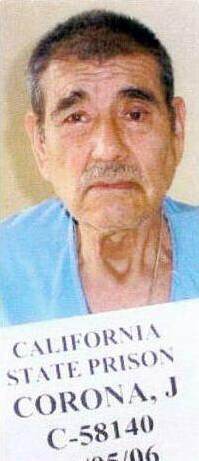
Corona em novembro de 2011

Juan Corona (nascido Juan Vallejo Corona, em 1934, no México), foi um assassino em série (serial killer) condenado pela morte de 25 pessoas em Yuba City, Califórnia, entre os anos de 1960 e 1971.
Ele chegou a ser considerado "o maior serial killer dos Estados Unidos" e também era chamado de "O Assassino da Machete" (Machete Murderer).
Morreu de causas naturais aos 85 anos de idade em 4 de março de 2019, enquanto cumpria pena.

## Biografia
Corona era um migrante mexicano que trabalhava como empreiteiro de mão-de-obra agrícola em Yuba City, Califórnia.
Segundo o website especializado Murderpedia, ele chegou a Yuba City em algum momento da década de 1950 e lentamente construiu uma vida mais do que respeitável como empreiteiro de mão de obra".
Era casado e tinha quatro filhas.

### Perfil psicológico
O Murderpedia o descreve como um "esquizofrênico e sádico sexual".

## Os crimes
Segundo o Murderpedia, "em 1970, a cabeça de um jovem mexicano foi aberta por um facão no café administrado pelo irmão homossexual de Corona, Natividad. A vítima apresentou queixa contra Natividad [homossexual considerado violento] que acabou fugindo para o México, e o caso ficou sem solução. Ninguém ligou Juan ao crime".
Foi em maio de 1971, "no condado de Sutter, Califórnia, perto do rio Feather, cinco milhas ao norte de Yuba City", que um corpo foi descoberto num pomar após o fazendeiro Goro Kagehiro desconfiar de um buraco em sua propriedade, que parecia ter sido recentemente cavado e fechado. Ele então chamou a polícia, que acabou encontrando, no dia 20 de maio, um corpo de um homem branco (Kenneth Whiteacre). A vítima havia sido esfaqueada e seu crânio tinha sido aberto por algo afiado. Quatro dias depois, próximo ao local da descoberta do corpo, trabalhadores encontraram outro cadáver, o de Charles Fleming.
Nove dias depois do primeiro corpo ter sido descoberto, os policiais haviam encontrado 25 corpos na área  - que a polícia chegou a chamar de "Cemitério Lane" (Graveyard Lane). Junto a diversos corpos, foram encontrados recibos de compra de carne do Yuba Citymercado assinados por Juan Corona.

### Perfil das vítimas
Homens, em geral recrutados como trabalhadores rurais. O Murderpedia escreve em seu artigo sobre o assassino que "ele simplesmente selecionava um novo trabalhador, que normalmente lhe devia dinheiro, o matava e o enterrava. Os desaparecimentos nunca suscitaram preocupações porque estes trabalhadores costumavam sair dos empregos sem aviso-prévio", já que em geral, segundo a publicação, eram "trabalhadores migrantes, vagabundos e alcoólatras".

### Modus operandi
A maioria das vítimas era esfaqueada até a morte. Também havia, nos corpos, sinais de violência sexual.
Alguns corpos também tinham marcas de espancamento e tiros.
"Os crimes de Corona foram considerados dos mais terríveis da história dos EUA. Ele matou e mutilou os 25 homens usando um cutelo, facão, machado de lâmina dupla e taco de madeira", escreveu o CBS Sacramento em março de 2019.

### Área de atuação
Áreas rurais de Yuba City, Califórnia.

## Prisão, julgamento e pena
Corona foi preso em 26 de maio e em sua casa a polícia encontrou, entre outras coisas, um machado, um cutelo, recibos de compra de carne do Yuba Citymercado, um livro com o nome de 34 homens, um taco de madeira manchado, o carro de Corona com aparentes manchas de sangue e uma van, que também parecia manchada de sangue e dentro da qual havia uma pá, um saco de balas, pacotes de roupas e um facão de cerca de 45 cm.
Foi condenado à prisão perpétua no mesmo ano por 25 homicídios.
Ele cumpria pena na penitenciária de Corcoran até sua morte em 2019.
"Corona manteve sua inocência por anos. Então, em uma audiência de condicional em 5 de dezembro de 2011, ele admitiu seus crimes, aparentemente pela primeira vez em um fórum público. (Ele teria confessado antes a um psicólogo da prisão.)", escreveu o NY Times em 2019, após sua morte.